# Aziatische veldkers
Aziatische veldkers (Cardamine occulta) is een in Nederland en België invasieve soort uit het geslacht veldkers, vooral in stedelijk gebied.

## Herkenning, bloeitijd en groeiplaats
Aziatische veldkers is een kleine veldkerssoort. De planten worden tot ongeveer 25 cm hoog. Ze hebben 6 meeldraden per bloem. Ze vormen geen bladrozet met wortelbladen. De bovenkant van de stengelbladen is kaal. De blaadjes van de stengelbladen zijn min of meer drielobbig, maar dit kenmerk is variabel.
Aziatische veldkers is een vroeg-bloeiende soort: zij bloeit over het algemeen vanaf maart tot ver in de herfst, maar kan het hele jaar bloeiend gevonden worden. In zachte winters is ze midden in de winter bloeiend aan te treffen. 
Aziatische veldkers kan in tuinen, kwekerijen, op begraafplaatsen en langs gevels in de stad gevonden worden.

## Herkomst en verspreiding
Aziatische veldkers (Cardamine occulta) is afkomstig uit Zuidoost-Azië. Daar is het vooral een onkruid van rijstvelden, en groeit ook in andere open habitats. De herkomst en verspreiding van deze soort hangt samen met de vestiging van geschikte door de mens gemaakte habitats, bijvoorbeeld rijstvelden.
Aziatische veldkers is adventief met potgrond in Nederland en België terecht gekomen. De botanische naam is enkele keren veranderd; van 'Asian' Cardamine flexuosa via Cardamine hamiltonii naar Cardamine occulta.
De Aziatische veldkers is op veel plaatsen te vinden, zoals op tuincentra, begraafplaatsen, plantsoenen, plantpotten. Hij is ook gemeld uit Duitsland, Noord-Amerika, Tenerife en Spanje.

## Eerste ontdekkingen
De Aziatische veldkers is voor het eerst in 2009 gemeld. Hoe of wanneer de ze in Nederland en België terecht is gekomen, is onduidelijk. De aanwezigheid van planten in tuincentra, waar ze als onkruid tussen de aangeboden containerplanten staat, doet vermoeden dat ze als verstekeling is ingevoerd. Inmiddels is de soort door heel Nederland aangetroffen. Door haar onopvallende uiterlijk en sterke gelijkenis op twee andere in Nederland voorkomende kleinbloemige veldkersen, kleine veldkers en bosveldkers, wordt ze waarschijnlijk vaak over het hoofd gezien.